# Список глав правительства Словении
Список глав правительства Словении включает руководителей правительств Словении, включая территориальные правительства 1918—1921 годов(), а также правительство восточно-словенской Республики Прекмурье(), независимо от исторического наименования должности руководителя правительства и степени независимости государства в этот период.
В настоящее время правительство возглавляет Председатель правительства Республики Словении (словен. Predsednik Vlade Republike Slovenije), являющийся руководителем исполнительной власти страны. Мандаты на формирование правительства предоставляются Президентом республики после консультаций с партиями, представленными в Государственном собрании, после чего парламентарии простым большинством голосов от общего числа депутатов избирают главу правительства; если ни один кандидат не получает большинства голосов, то новое голосование должно быть проведено в течение 14 дней; если в новом туре голосования ни один кандидат не получит большинства, председатель правительства должен распустить парламент и назначить новые парламентские выборы, если только Государственное собрание не согласится провести третий тур. Если после третьего тура ни один кандидат не избирается, то роспуск парламента происходит автоматически. Государственное собрание может отозвать свою поддержку у главы кабинета только путём конструктивного вотума недоверия (предложение о недоверии не имеет силы, пока его преемник не получит поддержку большинства).
Использованная в первом столбце таблиц нумерация является условной; также условным является использование в первом столбце цветовой заливки, служащей для упрощения восприятия принадлежности лиц к различным политическим силам без необходимости обращения к столбцу, отражающему партийную принадлежность. Наряду с партийной принадлежностью, в столбце «Партия» также отражён внепартийный (независимый) статус персоналий. В столбце «Выборы» отражены состоявшиеся выборные процедуры; в случае, если глава правительства получил полномочия без таковых, столбец не заполняется. Для удобства список разделён на принятые в историографии периоды истории страны. Приведённые в преамбулах к каждому из разделов описания этих периодов призваны пояснить особенности политической жизни.

## Люблянское правительство в Государстве Словенцев, Хорватов и Сербов (1918)
Государство Словенцев, Хорватов и Сербов (сербохорв. Država Slovenaca, Hrvata i Srba; Држава Словенаца, Хрвата и Срба, словен. Država Slovencev, Hrvatov in Srbov) объединило в ходе распада Австро-Венгрии входившие в состав империи южно-славянские земли (Королевство Хорватия и Славония, Королевство Далмация, Босния и Герцеговина, Крайна). Было провозглашено 29 октября 1918 года Народным вече словенцев, хорватов и сербов (сербохорв. Narodno vijeće Slovenaca, Hrvata i Srba; Народно вијеће Словенаца, Хрвата и Срба, словен. Narodni svet Slovencev, Hrvatov in Srbov), представительным органом южно-славянских народов Австро-Венгрии, образованным 5 октября 1918 года в Загребе и сыгравшим важнейшую роль в образовании независимого южно-славянского государства. 19 октября 1918 года Вече отклонило манифест императора Карла I (предлагавший федерализацию империи), и объявило, что является единственным органом, отвечающим за политику национального государства южных славян. 29 октября 1918 года Хорватский сабор также передал свои полномочия Вече.
Таким образом, новое государство после его провозглашения возглавили руководители Веча — его президент (сербохорв. predsjednik; предсjедник) словенец Антон Корошец и заместители президента (сербохорв. potpredsjednici; потпредсjедници) серб Светозар Прибичевич и хорват Анте Павелич. В качестве правительства государства продолжило работать возглавляемое баном Антуном Михаловичем правительство Королевства Хорватия и Славония, однако в Любляне 31 октября 1918 года было создано территориальное Народное правительство словенцев, хорватов и сербов во главе с президентом (словен. predsednik) Йосипом Погачником, продолжавшее функционировать до формирования 24 января 1919 года провинциального словенского Народного правительства (словен. slovenska Narodna vlada), признающего верховенство созданного 19 декабря 1918 года Королевства Сербов, Хорватов и Словенцев (провозглашено 1 декабря 1918 года, с 1929 года — Королевство Югославия).
|        | Портрет | Имя (годы жизни)                                  | Полномочия      | Полномочия     | Партия                     | Кабинет                | Пр.   |
| Начало | Портрет | Имя (годы жизни)                                  | Окончание       |                | Партия                     | Кабинет                | Пр.   |
| ------ | ------- | ------------------------------------------------- | --------------- | -------------- | -------------------------- | ---------------------- | ----- |
|        |         | Йосип Погачник (1866–1932) словен. Josip Pogačnik | 31 октября 1918 | 24 января 1919 | Словенская народная партия | Народное правительство | [ 4 ] |

## Провинция Словения в Королевстве Сербов, Хорватов и Словенцев (1918—1924)
Созданное 19 декабря 1918 года Королевство Сербов, Хорватов и Словенцев (с 1929 года — Королевство Югославия) территориально было разделено на соответствовавшие историческим областям провинции (словен. pokrajine), включая провинцию Словения (словен. Pokrajina Slovenije) с центром в Любляне. В отличие от территорий, входивших ранее в Королевство Сербия, она управлялась провинциальным правительством (словен. Zemeljska vlada), сформированным 24 января 1919 года, которое возглавлял президент правительства (словен. predsednik) и которое имело обширные полномочия по внутренним вопросам. 2 августа 1921 года автономность провинциального управления была прекращена назначением королевского губернатора; 3 декабря 1924 года провинциальные органы власти были расформированы.
|        | Портрет | Имя (годы жизни)                                  | Полномочия      | Полномочия      | Партия                             | Пр.           |
| Начало | Портрет | Имя (годы жизни)                                  | Окончание       |                 | Партия                             | Пр.           |
| ------ | ------- | ------------------------------------------------- | --------------- | --------------- | ---------------------------------- | ------------- |
| А (I)  |         | Янко Брейц (1869–1934) словен. Janko Brejc        | 24 января 1919  | 6 ноября 1919   | Словенская народная партия         | [ 6 ] [ 7 ]   |
| Б      |         | Грегор Жерьяв (1882–1929) словен. Gregor Žerjav   | 6 ноября 1919   | 25 февраля 1920 | Югославская демократическая партия | [ 8 ] [ 9 ]   |
| А (II) |         | Янко Брейц (1869–1934) словен. Janko Brejc        | 25 февраля 1920 | 14 декабря 1920 | независимый                        | [ 6 ] [ 10 ]  |
| и. о.  |         | Леонид Питамиц (1885–1971) словен. Leonid Pitamic | 14 декабря 1920 | 26 февраля 1921 | Словенская народная партия         | [ 11 ] [ 12 ] |
| В      |         | Вилко Балтич (1878–1959) словен. Vilko Baltič     | 26 февраля 1921 | 2 августа 1921  | Югославская демократическая партия | [ 13 ]        |

### Республика Прекмурье (1919)
Республика Прекмурье или Мурска республика (словен. Republika Prekmurje, Murska republika, венг. Vendvidéki Köztársaság, Muravidéki Köztársaság, нем. Murrepublik, прекм.-словен. Republika Slovenska okorglina) — короткоживущее национально-государственное образование на территории Прекмурья (северо-восток современной Словении), со столицей в Мурска-Соботе. Была провозглашена 29 мая 1919 года и признана Австрией. 6 июня 1919 года была оккупирована войсками Венгерской Советской Республики, а после их поражения от Румынии, 17 августа 1919 года занята армией Королевства Сербов, Хорватов и Словенцев и включена в состав её провинции Словения, что было закреплено Трианонским договором. Её основателем и президентом был учитель Вилмош Ткалец.
|        | Портрет | Имя (годы жизни)                                                     | Полномочия  | Полномочия  | Партия      | Пр.    |
| Начало | Портрет | Имя (годы жизни)                                                     | Окончание   |             | Партия      | Пр.    |
| ------ | ------- | -------------------------------------------------------------------- | ----------- | ----------- | ----------- | ------ |
|        |         | Вилмош Ткалец (1894–1950) словен. Vilmoš Tkalec венг. Tkálecz Vilmos | 29 мая 1919 | 6 июня 1919 | независимый | [ 15 ] |

## В составе Демократической Федеративной Югославии (1945)

Герб (1945—1991)

29 ноября 1943 года в боснийском городе Яйце на второй сессии Антифашистского вече народного освобождения Югославии (АВНОЮ) было принято решение о строительстве после окончания Второй мировой войны демократического федеративного государства югославских народов под руководством Коммунистической партии Югославии. Были заложены основы федеративного устройства страны из 6 частей (Сербия, Хорватия, Босния и Герцеговина, Словения, Македония и Черногория).
7 марта 1945 года в Белграде было сформировано получившее международное признание временное правительство Демократической Федеративной Югославии во главе с Иосипом Броз Тито, в которое вошли и министры по делам каждого из составивших федерацию федеральных государств. Вскоре были сформированы правительства каждого из федеральных государств (9 апреля — Сербии, 14 апреля — Хорватии, 16 апреля — Македонии, 17 апреля — Черногории, 27 апреля — Боснии и Герцеговины, и 5 мая — Словении). В составе Демократической Федеративной Югославии Словения получила название Федеральное Государство Словения (словен. Zvezna država Slovenija). На заседании Словенского народно-освободительного совета (провозглашённого высшим законодательным и исполнительным органом словенцев) в городе Айдовшчина 5 мая 1945 года было сформировано народное правительство под руководством Бориса Кидрича.
29 ноября 1945 года Учредительная скупщина Югославии окончательно ликвидировала монархию и провозгласила Федеративную Народную Республику Югославия, с преобразованием федеральных государств в народные республики, в числе которых была и Народная Республика Словения (официально провозглашена 20 февраля 1946 года).
|        | Портрет | Имя (годы жизни)                                | Полномочия   | Полномочия      | Партия                                                      | Должность                                                                       | Кабинет                                                                         | Пр.           |
| Начало | Портрет | Имя (годы жизни)                                | Окончание    |                 | Партия                                                      | Должность                                                                       | Кабинет                                                                         | Пр.           |
| ------ | ------- | ----------------------------------------------- | ------------ | --------------- | ----------------------------------------------------------- | ------------------------------------------------------------------------------- | ------------------------------------------------------------------------------- | ------------- |
| 1      |         | Эдвард Коцбек (1904–1981) словен. Edvard Kocbek | 7 марта 1945 | 5 мая 1945      | независимый член Освободительного фронта словенского народа | министр Словении (во временном правительстве ДФЮ) словен. minister za Slovenijo | министр Словении (во временном правительстве ДФЮ) словен. minister za Slovenijo | [ 20 ]        |
| 2 (I)  |         | Борис Кидрич (1912–1953) словен. Boris Kidrič   | 5 мая 1945   | 20 февраля 1946 | Коммунистическая партия Словении                            | председатель правительства словен. predsednik vlade                             | Кидрич (I)                                                                      | [ 21 ] [ 22 ] |

## В составе ФНРЮ (1945—1963)
После провозглашения 29 ноября 1945 года Учредительной скупщиной Федеративной Народной Республики Югославия входившие в состав Демократической Федеративной Югославии государства были преобразованы в народные республики, в числе которых была и Народная Республика Словения (словен. Ljudska republika Slovenija). Официально это название было принято 20 февраля 1946 года.
До 30 января 1953 года правительство Народной Республики Словении (словен. Vlada Ljudske republike Slovenije) возглавлял его президент (словен. predsеdnik vlade), позже правительство получило название Исполнительный совет Народной скупщины Народной Республики Словения (словен. Izvršni svet Ljudske skupščine Ljudske republike Slovenije), а его руководитель — президент Исполнительного совета  (словен. predsednik Izvršnega sveta).
|                                                       | Портрет                    | Имя (годы жизни)                                 | Полномочия                 | Полномочия                                                  | Партия                           | Кабинет                    | Пр.                        |
| Начало                                                | Портрет                    | Имя (годы жизни)                                 | Окончание                  |                                                             | Партия                           | Кабинет                    | Пр.                        |
| председатели правительства                            | председатели правительства | председатели правительства                       | председатели правительства | председатели правительства                                  | председатели правительства       | председатели правительства | председатели правительства |
| ----------------------------------------------------- | -------------------------- | ------------------------------------------------ | -------------------------- | ----------------------------------------------------------- | -------------------------------- | -------------------------- | -------------------------- |
| 2 (I—II)                                              |                            | Борис Кидрич (1912–1953) словен. Boris Kidrič    | 20 февраля 1946            | 6 марта 1946                                                | Коммунистическая партия Словении | Кидрич (I)                 | [ 21 ] [ 22 ]              |
| 2 (I—II)                                              | 6 марта 1946               | Борис Кидрич (1912–1953) словен. Boris Kidrič    | 17 июня 1946               | Кидрич (II)                                                 | Коммунистическая партия Словении |                            | [ 21 ] [ 22 ]              |
| 3 (I—III)                                             |                            | Миха Маринко (1900–1983) словен. Miha Marinko    | 17 июня 1946               | 20 ноября 1946                                              | Коммунистическая партия Словении | Маринко (I)                | [ 21 ] [ 23 ]              |
| 3 (I—III)                                             | 20 ноября 1946             | Миха Маринко (1900–1983) словен. Miha Marinko    | 11 апреля 1951             | Маринко (II)                                                | Коммунистическая партия Словении |                            | [ 21 ] [ 23 ]              |
| 3 (I—III)                                             | 11 апреля 1951             | Миха Маринко (1900–1983) словен. Miha Marinko    | 30 января 1953             | Коммунистическая партия Словении →Союз коммунистов Словении | Маринко (III)                    |                            | [ 21 ] [ 23 ]              |
| председатели Исполнительного совета Народной скупщины |                            |                                                  |                            |                                                             |                                  |                            |                            |
| 3 (IV)                                                |                            | Миха Маринко (1900–1983) словен. Miha Marinko    | 30 января 1953             | 15 декабря 1953                                             | Союз коммунистов Словении        | [ комм. 5 ]                | [ 21 ] [ 23 ]              |
| 4                                                     |                            | Борис Крайгер (1914–1967) словен. Boris Kraigher | 15 декабря 1953            | 25 июня 1962                                                | Союз коммунистов Словении        | [ комм. 5 ]                | [ 21 ] [ 24 ]              |
| 5                                                     |                            | Виктор Авбель (1914–1993) словен. Viktor Avbelj  | 25 июня 1962               | 7 апреля 1963                                               | Союз коммунистов Словении        | [ комм. 5 ]                | [ 21 ] [ 25 ]              |

## В составе СФРЮ (1963—1991)
Вступившая в силу 7 апреля 1963 года новая конституция Югославии провозгласила страну социалистическим государством, в соответствии с чем его название было изменено на Социалистическая Федеративная Республика Югославия, а входившие в её состав республики получили название социалистических, включая Социалистическую Республику Словению (словен. Socialistična republika Slovenija). Правительство Словении получило название Исполнительный совет Скупщины Социалистической Республики Словения (словен. Izvršni svet Skupščine Socialistične republike Slovenije), название должности его руководителя — председатель Исполнительного совета (словен. predsednik Izvršnega sveta).
8 марта 1990 года название республики было заменено на Республика Словения (сербохорв. Republika Slovenija). 16 мая 1990 года наименование правительства (Исполнительный совет, словен. Izvršni svet) было изменено на правительство (словен. vlada). 25 июня 1991 года Республика Словения была провозглашена независимым государством.
|        | Портрет | Имя (годы жизни)                                  | Полномочия     | Полномочия     | Партия                                                                    | Пр.           |
| Начало | Портрет | Имя (годы жизни)                                  | Окончание      |                | Партия                                                                    | Пр.           |
| ------ | ------- | ------------------------------------------------- | -------------- | -------------- | ------------------------------------------------------------------------- | ------------- |
| (5)    |         | Виктор Авбель (1914–1993) словен. Viktor Avbelj   | 7 апреля 1963  | 29 апреля 1965 | Союз коммунистов Словении                                                 | [ 21 ] [ 25 ] |
| 6      |         | Янко Смоле (1921–2010) словен. Janko Smole        | 29 апреля 1965 | 9 мая 1967     | Союз коммунистов Словении                                                 | [ 30 ] [ 31 ] |
| 7      |         | Стане Кавчич (1919–1987) словен. Stane Kavčič     | 9 мая 1967     | 27 ноября 1972 | Союз коммунистов Словении                                                 | [ 24 ] [ 32 ] |
| 8      |         | Андрей Маринц (1930–) словен. Andrej Marinc       | 27 ноября 1972 | 9 мая 1978     | Союз коммунистов Словении                                                 | [ 33 ]        |
| 9      |         | Антон Вратуша (1915–2017) словен. Anton Vratuša   | 9 мая 1978     | июль 1980      | Союз коммунистов Словении                                                 | [ 34 ] [ 35 ] |
| 10     |         | Янез Землярич (1928–2022) словен. Janez Zemljarič | июль 1980      | 23 мая 1984    | Союз коммунистов Словении                                                 | [ 36 ] [ 37 ] |
| 11     |         | Душан Шинигой (1933–2024) словен. Dušan Šinigoj   | 23 мая 1984    | 16 мая 1990    | Союз коммунистов Словении→ Партия социал-демократических перемен Словении | [ 38 ]        |
| 12     |         | Алойз Петерле (1948–) словен. Alojz Peterle       | 16 мая 1990    | 25 июня 1991   | Словенские христианские демократы в составе коалиции ДЕМОС                | [ 39 ]        |

## Период независимости (с 1991)
23 декабря 1990 года в Республике Словении был проведён референдум о независимости, по результатам которого 25 июня 1991 года она была провозглашена независимым государством. По Брионскому соглашению, завершившему десятидневный вооружённый конфликт между Югославской народной армией и силами Территориальной обороны Словении, на три месяца (с 8 июля 1991 года до 8 октября 1991 года) Словения приостанавливала действие Декларации о независимости.
|              | Портрет         | Имя (годы жизни)                                 | Полномочия       | Полномочия | Партия | Выборы                                                                              | Кабинет       | Пр.                  |
| Начало       | Портрет         | Имя (годы жизни)                                 | Окончание        | | Партия | Выборы                                                                              | Кабинет       | Пр.                  |
| ------------ | --------------- | ------------------------------------------------ | ---------------- | --- | --- | ----------------------------------------------------------------------------------- | ------------- | -------------------- |
| (12)         |                 | Алойз Петерле (1948–) словен. Alojz Peterle      | 25 июня 1991     | 14 мая 1992 | Словенские христианские демократы в составе коалиции ДЕМОС | (1990)                                                                              | Петерле       | [ 39 ]               |
| 13 (I—III)   |                 | Янез Дрновшек (1950–2008) словен. Janez Drnovšek | 14 мая 1992      | 25 января 1993 | Либеральная демократия Словении в коалиции с Словенской демократической партией, Объединённым списком социал-демократов, Зелёными Словении, Демократической партией Словении и Социалистической партией Словении    | 1992                                                                                | Дрновшек (I)  | [ 42 ] [ 43 ]        |
| 13 (I—III)   | 25 января 1993  | Янез Дрновшек (1950–2008) словен. Janez Drnovšek | 27 февраля 1997  | Либеральная демократия Словении в коалиции с Словенскими христианскими демократами, Словенской демократической партией (до 29 марта 1994 года) и Объединённым списком социал-демократов (до 31 января 1996 года) | Дрновшек (II) | 1992                                                                                |               | [ 42 ] [ 43 ]        |
| 13 (I—III)   | 27 февраля 1997 | Янез Дрновшек (1950–2008) словен. Janez Drnovšek | 7 июня 2000      | Либеральная демократия Словении в коалиции со Словенской народной партией и Демократической партией пенсионеров Словении                                                                                         | 1996 | Дрновшек (III)                                                                      |               | [ 42 ] [ 43 ]        |
| 14           |                 | Андрей Баюк (1943–2011) словен. Andrej Bajuk     | 7 июня 2000      | 4 августа 2000 | 1996 | СНП+СХД Словенская народная партия в коалиции со Словенской демократической партией | Баюк          | [ 44 ] [ 45 ] [ 46 ] |
| [ комм. 12 ] | 4 августа 2000  | Андрей Баюк (1943–2011) словен. Andrej Bajuk     | 30 ноября 2000   | Новая Словения — Христианские демократы в коалиции со Словенской демократической партией и СНП+СХД Словенской народной партией                                                                                   | 1996 |                                                                                     | Баюк          | [ 44 ] [ 45 ] [ 46 ] |
| 13 (IV)      |                 | Янез Дрновшек (1950–2008) словен. Janez Drnovšek | 30 ноября 2000   | 19 декабря 2002 | Либеральная демократия Словении в коалиции со Словенской народной партией, Объединённым списком социал-демократов, Демократической партией пенсионеров Словении и Партией молодёжи Словении                         | 2000                                                                                | Дрновшек (IV) | [ 42 ] [ 43 ]        |
| 15           |                 | Антон Роп (1960–) словен. Anton Rop              | 19 декабря 2002  | 3 декабря 2004 | Либеральная демократия Словении в коалиции с Объединённым списком социал-демократов, Демократической партией пенсионеров Словении, Партией молодёжи Словении и, до 20 апреля 2004 года, Словенской народной партией | 2000                                                                                | Роп           | [ 47 ] [ 48 ]        |
| 16 (I)       |                 | Янез Янша (1958–) словен. Janez Janša            | 3 декабря 2004   | 21 ноября 2008 | Словенская демократическая партия в коалиции с Новой Словенией — Христианскими демократами, Словенской народной партией и Демократической партией пенсионеров Словении                                              | 2004                                                                                | Янша (I)      | [ 49 ] [ 50 ]        |
| 17           |                 | Борут Пахор (1963–) словен. Borut Pahor          | 21 ноября 2008   | 10 февраля 2012 | Социал-демократы в коалиции с партией «Зарес — Новая политика», Демократической партией пенсионеров Словении и Либеральной демократией Словении                                                                     | 2008                                                                                | Пахор         | [ 51 ] [ 52 ] [ 53 ] |
| 16 (II)      |                 | Янез Янша (1958–) словен. Janez Janša            | 10 февраля 2012  | 20 марта 2013 | Словенская демократическая партия в коалиции с Новой Словенией — Христианскими демократами, Словенской народной партией, Демократической партией пенсионеров Словении и Гражданским списком Грегора Виранта         | 2011                                                                                | Янша (II)     | [ 49 ] [ 50 ]        |
| 18           |                 | Аленка Братушек (1970–) словен. Alenka Bratušek  | 20 марта 2013    | 31 мая 2014 | Позитивная Словения в коалиции с Социал-демократами, Гражданским списком и Демократической партией пенсионеров Словении                                                                                             | 2011                                                                                | Братушек      | [ 54 ] [ 55 ]        |
| [ комм. 16 ] | 31 мая 2014     | Аленка Братушек (1970–) словен. Alenka Bratušek  | 18 сентября 2014 | Альянс Аленки Братушек в коалиции с Социал-демократами, Гражданским списком, Демократической партией пенсионеров Словении и Позитивной Словенией                                                                 | | 2011                                                                                | Братушек      | [ 54 ] [ 55 ]        |
| 19           |                 | Мирослав Церар (1963–) словен. Miroslav Cerar    | 18 сентября 2014 | 13 сентября 2018 | Партия Миро Церара → Партия современного центра в коалиции с Социал-демократами и Демократической партией пенсионеров Словении                                                                                      | 2014                                                                                | Церар         | [ 56 ] [ 57 ] [ 58 ] |
| 20           |                 | Марьян Шарец (1977–) словен. Marjan Šarec        | 13 сентября 2018 | 3 марта 2020 | Список Марьяна Шареца в коалиции с Социал-демократами, Партией современного центра, Партией Аленки Братушек, Демократической партией пенсионеров Словении и Левыми                                                  | 2018                                                                                | Шарец         | [ 59 ] [ 60 ]        |
| 16 (III)     |                 | Янез Янша (1958–) словен. Janez Janša            | 3 марта 2020     | 25 мая 2022 | Словенская демократическая партия в коалиции с Партией современного центра, Новой Словенией — Христианскими демократами и Демократической партией пенсионеров Словении                                              | 2018                                                                                | Янша (III)    | [ 49 ] [ 50 ]        |
| 21           |                 | Роберт Голоб (1967–) словен. Robert Golob        | 25 мая 2022      | действующий | Движение «Свобода» в коалиции Социал-демократами и Левыми | 2022                                                                                | Голоб         | [ 61 ] [ 62 ]        |